# Stadion na Dębcu

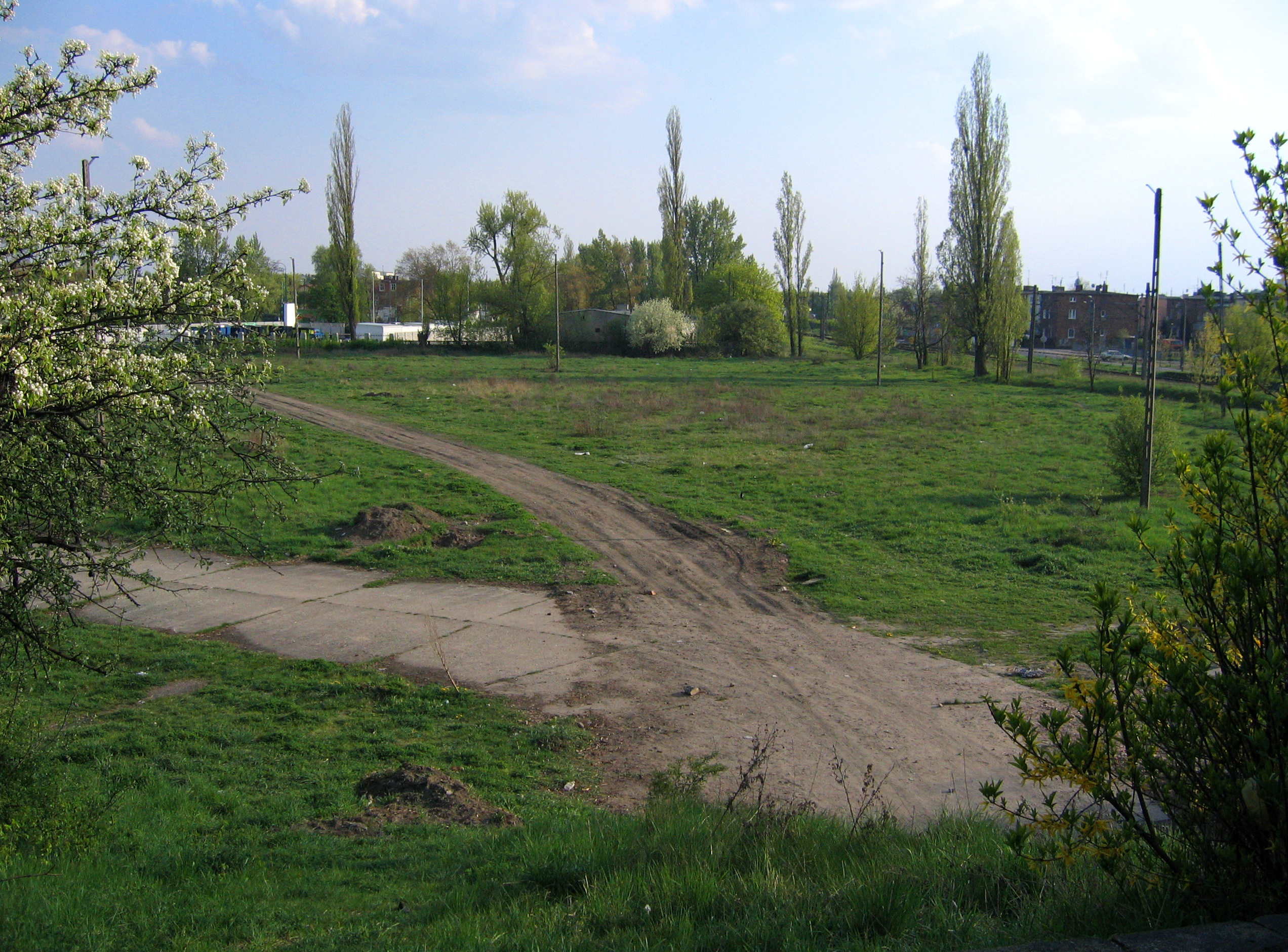
Widok na boisko treningowe (2009)

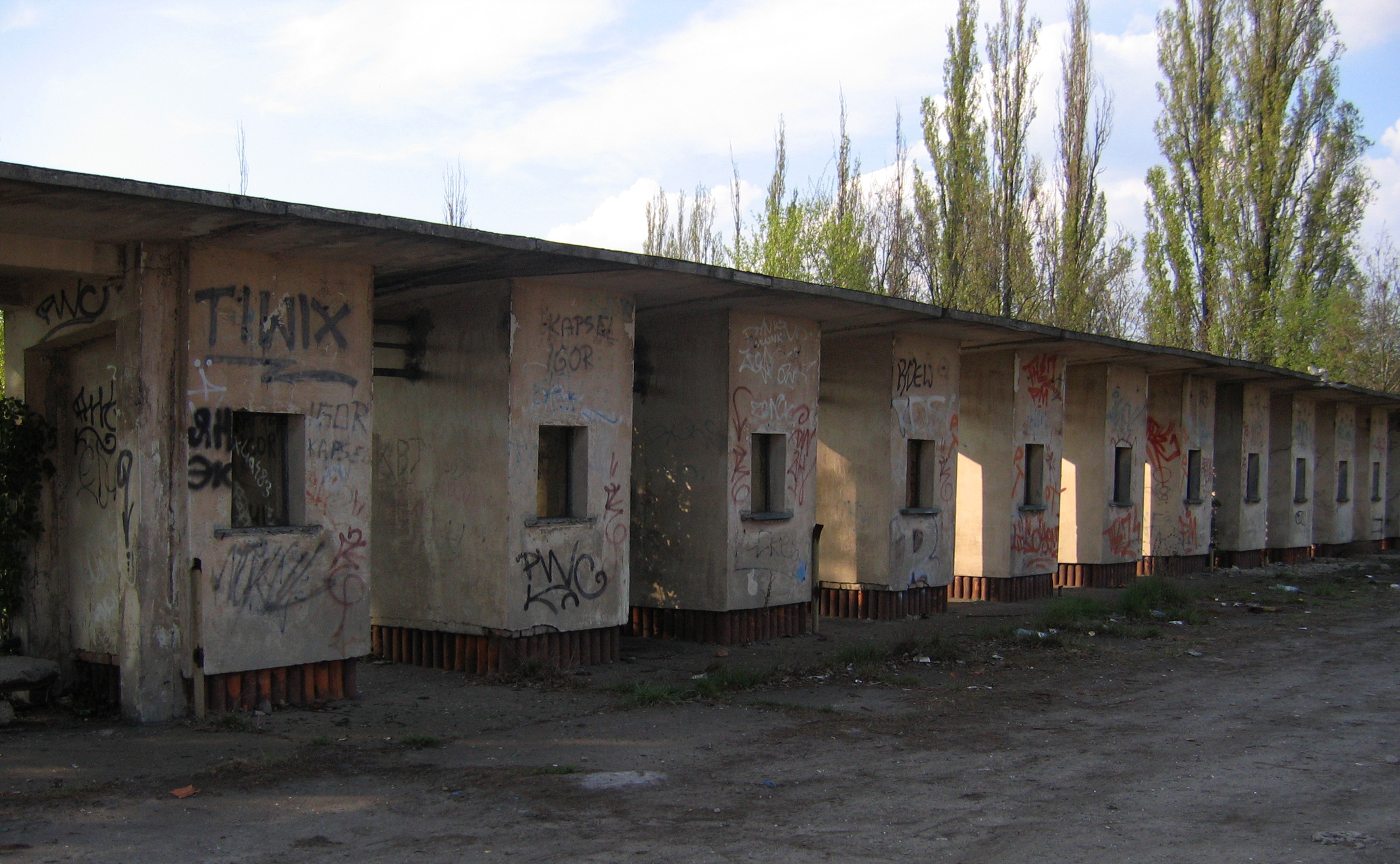
Kasy biletowe (2009)

Stadion na Dębcu – stadion piłkarski znajdujący się przy ul. 28 czerwca 1956 w Poznaniu (Dębiec), oryginalnie wciśnięty w rozwidlenie torów kolejowych; dawny stadion klubu piłkarskiego KKS Lech Poznań; obecnie nieistniejący.

## Budowa i pierwsze lata
Teren pod dębiecki stadion został podarowany przez Zarząd Kolei, klubowi Lech Poznań aby ten wybudował swój obiekt na III Ogólnopolskie Igrzyska Sportów Kolejarzy, które miały się odbyć w Poznaniu. Zbiegło się to w czasie z momentem, gdy poznańskiej drużynie kończyła się umowa dzierżawy boiska przy ul. Grzybowej. Po otrzymaniu 20 tys. złotych przystąpiono do budowy nowej areny. Pieniędzy było za mało, jednak atmosfera przy organizacji igrzysk pozwoliła przystąpić do prac ziemnych i budowlanych. Udało się ukończyć zaledwie trybunę na 1200 osób. Dopiero kiedy podjęto decyzję o przystąpieniu do prac społecznych kolejarzy, ukończono całą budowę przed terminem we wrześniu 1934. Wtedy obiekt posiadał pełnowymiarowe boisko piłkarskie, czterotorową bieżnię oraz trybuny ziemne mogące pomieścić kilkanaście tysięcy widzów. Dopiero później postawiono zadaszoną trybunę z miejscami siedzącymi.
Pierwszy mecz rozegrano na nowym boisku 23 września 1934, w ramach rozgrywek klasy A, a zakończył się on efektownym zwycięstwem nad rezerwami poznańskiej Warty 4:0. Pierwszą historyczną bramkę na stadionie zdobył Edmund Słomiak.

## Po II wojnie
Podczas II wojny światowej na stadionie mieściły się niemieckie magazyny, a o sportowym wykorzystaniu obiektu nie było mowy. Dopiero po wojnie reaktywowany Lech powrócił na swoją dębiecką arenę, lecz wcześniej rozegrał parę meczów na boisku "Arena" przy al. Reymonta. Jesienią 1949 od strony północnej postawiono zegar i ręcznie obsługiwaną tablicę wyników. Sześć lat później do Poznania przyjechał Lokomotiw Sofia, aby rozegrać mecz towarzyski z Kolejorzem. Postanowiono, że to spotkanie odbędzie się po zachodzie słońca i z tej okazji postawiono 24 sosnowe pale, a na nich zawieszono olbrzymie reflektory. Wtedy to po raz pierwszy rozegrano mecz przy sztucznym świetle w Wielkopolsce po II wojnie światowej, jednak poznańska Lokomotywa przegrała 0:1, a mało efektywne reflektory zdemontowano.
Pod koniec lat 50. stadion zaczął stawać się za ciasny, ale przede wszystkim niefunkcjonalny. Trybuny nie mieściły wszystkich chętnych szturmujących dębiecki obiekt i zdecydowano się go wyremontować. Zlikwidowano bieżnię i rozbudowano trybuny, które odtąd mogły pomieścić blisko 22 tys. publiczności. Wybudowano tunel przelotowy na boisko, betonowe drogi, boisko koszykarskie, boisko treningowe z szatniami i ciąg kas estetycznie wtopionych w fronton stadionu. Nieco później dobudowano klubową świetlicę, w której mieściła się m.in. nowocześnie wyposażona przychodnia sportowo-lekarska.
29 maja 1960 pobito rekord frekwencji poznańskiego stadionu, kiedy to na mecz II ligi przyjechał Śląsk Wrocław. Obejrzało go wtedy 24 tys. widzów, o 2 tys. więcej niż wynosiła pojemność obiektu. Specyficzna atmosfera, jaka panowała podczas piłkarskich spotkań, wynikała z bliskości zawsze pełnych trybun, tak że nie wszyscy chętni się mieścili. Gdy Lech awansował do ekstraklasy w 1972, sukces ten świętowano na Stadionie im. 22 lipca, na Wildzie, gdzie także rozgrywano początkowo mecze pierwszoligowe.

## Koniec epoki
Po 12 latach budowy Lech przeniósł się na Stadion Miejski przy ul. Bułgarskiej w sierpniu 1980. Jednak ostatni mecz Kolejorz rozegrał na Dębcu po 15-letniej przerwie w listopadzie 1996, kiedy to po awanturach w trakcie i po spotkaniu z warszawską Legią, PZPN nakazał Lechowi rozegrać mecz bez udziału publiczności ze Stomilem Olsztyn, który przegrał 0:1.
Obecnie dębiecki stadion jest doszczętnie zdewastowany. Całe mienie zostało rozkradzione, boisko zamieniło się w łąkę, a resztę terenu pokrywają chwasty i drzewa.

### Szansa dla stadionu
W ostatnich latach powstał pomysł, by na miejscu tych ruin postawić nowy stadion. Byłby on przeznaczony do uprawiania sportu żużlowego. Swoje mecze rozgrywała by na nim drużyna PSŻ Poznań. Wtedy „Skorpiony” pożegnałyby się ze stadionem w Lasku Golęcińskim. Pomysł jednak upadł.
Niedawno stadion przy ulicy 28 czerwca 1956 został wystawiony na sprzedaż przez spółkę PKP Nieruchomości. Latem 2013 stadion został rozebrany, a we wrześniu 2014 roku kasy biletowe zostały zburzone.